# 人海孤鸿 (1960年电影)
《人海孤鸿》是1960年上映的香港故事片，由李晨风执导，吴楚帆、李小龙等主演。影片入选香港电影金像奖协会、香港电影评论学会2005年评出的百部佳片，列第52名。

## 外部連結
- 香港影庫上《人海孤鸿》的資料（繁體中文）